# 傑列維奇卡河
傑列維奇卡河（烏克蘭語：Деревичка），是烏克蘭的河流，位於該國西部，屬於斯盧奇河的左支流，發源自德姆基夫齊附近，流經赫梅利尼茨基州和日托米爾州，河道全長53公里。